# Campionato italiano di pugilato professionisti maschile dei pesi welter
Il Campionato italiano di pugilato pesi welter organizzato dalla FPI, è la massima competizione pugilistica in Italia riservata ai pugili professionisti il cui peso è compreso tra 63,502 e 66,678 kg. Gli atleti vincitori si fregiano del titolo di campione d'Italia dei pesi welter.

La prima edizione si svolse a Milano il 6 marzo 1915, quando Abelardo Zambon sconfisse Ermanno Mantovani per knockout alla 1ª ripresa.

## Albo d'oro pesi welter

Gianfranco Rosi, campione italiano dei pesi welter negli anni ottanta

| Ed. | Data       | Luogo                   | Campione d'Italia     | Verdetto     | Sfidante               |
| --- | ---------- | ----------------------- | --------------------- | ------------ | ---------------------- |
| 1   | 06/03/1915 | Milano                  | Abelardo Zambon       | KOT (AB) 1   | Ermanno Mantovani      |
| 2   | 07/04/1915 | Genova                  | Abelardo Zambon       | PT 10        | Andrea Risso           |
| 3   | 04/01/1919 | Milano                  | Abelardo Zambon       | KOT (AB) 1   | Mario Gavirati         |
| 4   | 02/02/1919 | Roma                    | Abelardo Zambon       | KOT (AB) 5   | Giovanni Amati         |
| 5   | 02/07/1919 | Milano                  | Abelardo Zambon       | KO 1         | Andrea Risso           |
| 6   | 27/07/1919 | Milano                  | Abelardo Zambon       | KOT 5        | Eustacchio Sala        |
| 7   | 25/01/1920 | Torino                  | Arturo Giussani       |              | Abelardo Zambon        |
| 8   | 25/08/1920 | Torino                  | Abelardo Zambon       | KO 4         | Arturo Giussani        |
| 9   | 05/05/1922 | Bologna                 | Abelardo Zambon       | KO 2         | Arturo Giussani        |
| 10  | 04/06/1922 | Salsomaggiore           | Abelardo Zambon       | KO 4         | Mario Ceriani          |
| 11  | 21/03/1923 | Milano                  | Mario Bosisio         | PT 15        | Abelardo Zambon        |
| 12  | 29/03/1924 | Milano                  | Mario Bosisio         | PT 15        | Piero Brichetto        |
| 13  | 22/11/1924 | Milano                  | Mario Bosisio         | PT 15        | Piero Brichetto        |
| 14  | 14/05/1925 | Milano                  | Mario Bosisio         | PT 15        | Alberto Farabullini    |
| 15  | 27/06/1925 | Milano                  | Mario Bosisio         | KO 11        | Alberto Farabullini    |
| 16  | 08/03/1929 | Milano                  | Mario Bosisio         | PT 15        | Piero Brichetto        |
| 17  | 21/09/1929 | Milano                  | Mario Bosisio         | PT 12        | Romolo Parboni         |
| 19  | 05/10/1929 | Milano                  | Mario Bosisio         | PT 15        | Romolo Parboni         |
| 20  | 22/11/1929 | Milano                  | Mario Bosisio         | PT 15        | Pietro Brichetto       |
| 21  | 26/01/1930 | Milano                  | Vittorio Venturi      | KOT (AB) 13  | Mario Bosisio          |
| 22  | 05/07/1930 | Roma                    | Vittorio Venturi      | PT 15        | Vincenzo Rocchi        |
| 23  | 11/02/1932 | Roma                    | Vittorio Venturi      | PT 15        | Michele Palermo        |
| 24  | 04/06/1932 | Roma                    | Vittorio Venturi      | KOT (AB) 6   | Luigi Bonetti          |
| 25  | 07/05/1933 | Napoli                  | Michele Palermo       | PT 12        | Luigi Bonetti          |
| 26  | 22/10/1933 | Roma                    | Vittorio Venturi      | PT 12        | Michele Palermo        |
| 27  | 20/10/1934 | Roma                    | Vittorio Venturi      | PT 15        | Vincenzo Rocchi        |
| 28  | 30/05/1936 | Roma                    | Vittorio Venturi      | PT 12        | Amedeo Dejana          |
| 29  | 26/01/1938 | Roma                    | Mario Bianchini       | PT 12        | Amedeo Dejana          |
| 30  | 19/07/1939 | Milano                  | Michele Palermo       | PT 12        | Saverio Turiello       |
| 31  | 13/11/1940 | Firenze                 | Michele Palermo       | PT 12        | Vittorio Venturi       |
| 32  | 18/04/1941 | Roma                    | Carlo Orlandi         | PT 12        | Michele Palermo        |
| 33  | 10/02/1942 | Milano                  | Carlo Orlandi         | PT 12        | Michele Palermo        |
| 34  | 24/05/1942 | Milano                  | Egisto Peyre          | KO 1         | Carlo Orlandi          |
| 35  | 02/03/1943 | Roma                    | Michele Palermo       | PT 12        | Egisto Peyre           |
| 36  | 03/06/1943 | Roma                    | Michele Palermo       | PT 12        | Domenico Di Stefano    |
| 37  | 29/07/1944 | Milano                  | Egisto Peyre          | PT 12        | Amedeo Dejana          |
| 38  | 16/09/1945 | Roma                    | Egisto Peyre          | PT 12        | Michele Palermo        |
| 39  | 06/07/1946 | Roma                    | Egisto Peyre          | KOT (AB) 11  | Timo Clavari           |
| 40  | 04/04/1948 | Napoli                  | Michele Palermo       | PT 12        | Fernando Jannilli      |
| 41  | 24/07/1948 | Crema                   | Pino Facchi           | SQ 8         | Michele Palermo        |
| 42  | 25/11/1948 | Roma                    | Fernando Jannilli     | PT 12        | Pino Facchi            |
| 43  | 14/12/1949 | Milano                  | Michele Palermo       | PT 12        | Carlo Mola             |
| 44  | 14/07/1950 | Milano                  | Michele Palermo       | PT 15        | Livio Minelli          |
| 45  | 18/09/1951 | Roma                    | Luigi Valentini       | KOT (AB) 4   | Michele Palermo        |
| 46  | 08/11/1952 | Civitavecchia           | Luigi Valentini       | KO 8         | Luigi Malè             |
| 47  | 18/12/1953 | Cagliari                | Paolo Melis           | PT 12        | Luigi Valentinu        |
| 48  | 11/03/1954 | Cagliari                | Paolo Melis           | PT 12        | Stefano Bellotti       |
| 49  | 13/04/1955 | Grosseto                | Emilio Marconi        | PT 12        | Luigi Valentini        |
| 50  | 25/09/1955 | Bologna                 | Emilio Marconi        | PT 12        | Luigi Coluzzi          |
| 51  | 08/07/1956 | Taranto                 | Umberto Vernaglione   | PT 12        | Stefano Bellotti       |
| 52  | 25/01/1957 | Taranto                 | Umberto Vernaglione   | SQ 5         | Giancarlo Garbelli     |
| 53  | 08/07/1957 | Bologna                 | Giancarlo Garbelli    | SQ 6         | Umberto Vernaglione    |
| 54  | 15/09/1957 | Viterbo                 | Giancarlo Garbelli    | PT 12        | Luigi Malè             |
| 55  | 19/02/1958 | Roma                    | Giancarlo Garbelli    | PT 12        | Stefano Bellotti       |
| 56  | 28/06/1958 | Genova                  | Bruno Visintin        | PT 12        | Giancarlo Garbelli     |
| 57  | 01/05/1960 | Cagliari                | Bruno Visintin        | PARI 12      | Fortunato Manca        |
| 58  | 01/09/1960 | Milano                  | Bruno Visintin        | PT 12        | Giacomo Nervi          |
| 59  | 25/06/1961 | Saint-Vincent           | Bruno Visintin        | PT 12        | Rino Borra             |
| 60  | 14/12/1962 | Roma                    | Fortunato Manca       | PT 12        | Fernando Proietti      |
| 61  | 03/04/1964 | Torino                  | Fortunato Manca       | KOT (AB) 7   | Franco Neri            |
| 62  | 11/12/1964 | Roma                    | Domenico Tiberia      | PT 12        | Luciano Piazza         |
| 63  | 29/05/1965 | Frosinone               | Domenico Tiberia      | KO 2         | Ciro Patronelli        |
| 64  | 05/10/1965 | Napoli                  | Carmelo Bossi         | PT 12        | Domenico Tiberia       |
| 65  | 08/01/1967 | Aprilia                 | Carmelo Bossi         | PT 12        | Domenico Tiberia       |
| 66  | 11/08/1967 | Rimini                  | Domenico Tiberia      | PT 12        | Aldo Battistutta       |
| 67  | 09/02/1968 | Roma                    | Silvano Bertini       | PT 12        | Domenico Tiberia       |
| 68  | 14/08/1968 | Lignano Sabbiadoro      | Silvano Bertini       | PARI 12      | Domenico Tiberia       |
| 69  | 04/06/1969 | Vasto                   | Domenico Tiberia      | KOT 9        | Giuliano Nervino       |
| 70  | 16/04/1970 | La Spezia               | Giovanni Zampieri     | KOT 2        | Alberto Torri          |
| 71  | 19/09/1970 | Sant'Elia               | Giovanni Zampieri     | KOT (IM) 6   | Fernando Proietti      |
| 72  | 17/02/1971 | Porto Santo Stefano     | Marco Scano           | KOT 9        | Giovanni Zampieri      |
| 73  | 05/06/1971 | Cagliari                | Marco Scano           | KOT 2        | Aldo Mondora           |
| 74  | 29/12/1971 | Pesaro                  | Marco Scano           | KOT (AB) 5   | Romualdo D’Alò         |
| 75  | 24/06/1972 | Cagliari                | Marco Scano           | KOT (AB) 7   | Giovanni Zampieri      |
| 76  | 19/11/1972 | Brescia                 | Giuliano Nervino      | KOT (IM) 6   | Marco Scano            |
| 77  | 26/12/1972 | Brescia                 | Giuliano Nervino      | KO 3         | Piero Vargellini       |
| 78  | 14/04/1973 | Brescia                 | Marco Scano           | KOT 11       | Giuliano Nervino       |
| 79  | 24/10/1973 | Albenga                 | Domenico Di Jorio     | PT 12        | Marco Scano            |
| 80  | 17/12/1973 | Napoli                  | Domenico Di Jorio     | PT 12        | Pietro Gasparri        |
| 81  | 15/03/1974 | Ancona                  | Domenico Di Jorio     | KOT 5        | Vladimiro Riga         |
| 82  | 31/08/1974 | Alghero                 | Domenico Di Jorio     | PARI 12      | Marco Scano            |
| 83  | 31/05/1975 | Milano                  | Domenico Di Jorio     | KOT (IM) 4   | Gianni Molesini        |
| 84  | 20/07/1975 | Santa Teresa di Gallura | Marco Scano           | PT 12        | Domenico Di Jorio      |
| 85  | 27/02/1976 | Milano                  | Luciano Borraccia     | PT 12        | Domenico Di Jorio      |
| 86  | 13/08/1976 | Rimini                  | Vittorio Conte        | PT 12        | Italo Venturi          |
| 87  | 22/10/1976 | Montecatini Terme       | Vittorio Conte        | PARI 12      | Paolo Zanusso          |
| 88  | 02/02/1977 | Latina                  | Tommaso Marocco       | SQ 2         | Vittorio Conte         |
| 89  | 07/05/1977 | Priverno                | Tommaso Marocco       | KOT (IM) 4   | Vittorio Conte         |
| 90  | 09/10/1977 | Terracina               | Gianni Molesini       | SQ 6         | Tommaso Marocco        |
| 91  | 11/11/1977 | Milano                  | Gianni Molesini       | PT 12        | Italo Venturi          |
| 92  | 17/03/1978 | Milano                  | Gianni Molesini       | PT 12        | Paolo Zanusso          |
| 93  | 12/07/1978 | Pistoia                 | Gianni Molesini       | PARI 12      | Vittorio Conte         |
| 94  | 27/01/1979 | Salerno                 | Gianni Molesini       | KOT 9        | Ciro Seta              |
| 95  | 25/07/1979 | Rimini                  | Pierangelo Pira       | KOT 5        | Gianni Molesini        |
| 96  | 14/11/1979 | Gualdo Tadino           | Pierangelo Pira       | SQ 9         | Remo Costa             |
| 97  | 01/02/1980 | Mantova                 | Pierangelo Pira       | KO 9         | Giuseppe Di Padova     |
| 98  | 16/07/1980 | Lignano Sabbiadoro      | Pierangelo Pira       | KOT 2        | Timoteo Bonizzoni      |
| 99  | 10/08/1980 | Cerveteri               | Pierangelo Pira       | PT 12        | Vittorio Conte         |
| 100 | 24/10/1980 | Grosseto                | Pierangelo Pira       | KOT (IM) 4   | Antonio Torsello       |
| 101 | 27/02/1981 | Mantova                 | Pierangelo Pira       | SQ 8         | Giuseppe Di Padova     |
| 102 | 30/09/1981 | Cagliari                | Francesco Aresti      | KOT 10       | Pierangelo Pira        |
| 103 | 09/12/1981 | Cagliari                | Giuseppe Di Padova    | KO 8         | Francesco Aresti       |
| 104 | 12/03/1982 | Mantova                 | Giuseppe Di Padova    | PT 12        | Remo Costa             |
| 105 | 16/04/1982 | Perugia                 | Gianfranco Rosi       | KOT (AB) 7   | Giuseppe Di Padova     |
| 106 | 15/08/1982 | Alberobello             | Gianfranco Rosi       | KOT (IM) 2   | Antonio Torsello       |
| 107 | 15/10/1982 | Perugia                 | Gianfranco Rosi       | KOT (IM) 7   | Everaldo Costa Azevedo |
| 108 | 22/04/1983 | Perugia                 | Gianfranco Rosi       | KOT (AB) 5   | Pierangelo Pira        |
| 109 | 30/09/1983 | Modena                  | Gianfranco Rosi       | KOT 8        | Francesco Gallo        |
| 110 | 07/12/1984 | Taranto                 | Eupremio Epifani      | PT 12        | Luciano Navarra        |
| 111 | 19/04/1985 | Portici                 | Eupremio Epifani      | PT 12        | Daniele Zappaterra     |
| 112 | 04/06/1985 | Genova                  | Gaetano Caso          | KOT (AB) 12  | Eupremio Epifani       |
| 113 | 04/10/1985 | Rovigo                  | Gaetano Caso          | PT 12        | Daniele Zappaterra     |
| 114 | 23/11/1985 | Viterbo                 | Gianfranco Rosi       | KO 8         | Gaetano Caso           |
| 115 | 12/07/1986 | Tortolì                 | Efisio Galici         | KOT 2        | Daniele Zappaterra     |
| 116 | 10/07/1987 | Forte Village           | Romolo Casamonica     | KOT (AB) 10  | Lorenzo Giappone       |
| 117 | 17/10/1987 | San Gavino              | Romolo Casamonica     | KOT (IM) 8   | Luciano Navarra        |
| 118 | 25/04/1988 | Torre Annunziata        | Renato Zurlo          | KOT 6        | Pietro Ciarla          |
| 119 | 23/07/1988 | Castellina              | Renato Zurlo          | PT 12        | Alessandro Duran       |
| 120 | 18/03/1989 | Bologna                 | Paolo Pesci           | KOT (IM) 6   | Renato Zurlo           |
| 121 | 25/10/1989 | Ferrara                 | Alessandro Duran      | SQ 10        | Paolo Pesci            |
| 122 | 13/01/1990 | Marsala                 | Alessandro Duran      | PT 12        | Antonino Marino        |
| 123 | 28/04/1990 | Ferrara                 | Paolo Pesci           | PT 12        | Alessandro Duran       |
| 124 | 11/07/1990 | San Giuseppe Vesuviano  | Renato Zurlo          | PT 12        | Paolo Pesci            |
| 125 | 02/02/1991 | Senigallia              | Marco Cipollino       | KO 2         | Antonino Marino        |
| 126 | 10/07/1991 | Occhiobello             | Alessandro Duran      | PT 12        | Marco Cipollino        |
| 127 | 14/12/1991 | Olbia                   | Alessandro Duran      | PT 12        | Antonio Daga           |
| 128 | 04/03/1992 | San Pellegrino Terme    | Alessandro Duran      | KOT (IM) 6   | Felice Riotta          |
| 129 | 01/07/1992 | Follonica               | Alessandro Duran      | PT 12        | Antonio Daga           |
| 130 | 20/11/1992 | Cassino                 | Santo Serio           | KOT (IM) 10  | Alessandro Duran       |
| 131 | 05/03/1993 | Lumezzane               | Santo Serio           | KOT (IM) 2   | Felice Riotta          |
| 132 | 28/05/1993 | San Mango d'Aquino      | Alessandro Duran      | KOT (IM) 4   | Santo Serio            |
| 133 | 09/07/1993 | Barisardo               | Alessandro Duran      | PT 12        | Felice Riotta          |
| 134 | 22/10/1993 | Grosseto                | Alessandro Duran      | PT 12        | Antonio Daga           |
| 135 | 11/03/1994 | Senigallia              | Santo Serio           | KOT 11       | Vittorio E. Barbante   |
| 136 | 29/07/1994 | San Mango d’Aquino      | Santo Serio           | KOT 1        | Antonio Daga           |
| 137 | 15/12/1994 | Scerni                  | Alessandro Duran      | PT 12        | Santo Serio            |
| 138 | 17/05/1995 | Perugia                 | Alessandro Duran      | KOT (IM) 9   | Vittorio E. Barbante   |
| 139 | 28/07/1995 | Alvignano               | Adriano Offreda       | KOT (IM) 10  | Alessandro Duran       |
| 140 | 11/01/1996 | Ferrara                 | Alessandro Duran      | PT 12        | Adriano Offreda        |
| 141 | 17/08/1996 | Catanzaro               | Alessandro Duran      | KOT (IM) 11  | Pasquale Perna         |
| 142 | 19/03/1997 | Afragola                | Pasquale Perna        | KOT (IM) 7   | Vittorio E. Barbante   |
| 143 | 26/07/1997 | Marina di Grosseto      | Pasquale Perna        | KOT (IM) 4   | Bruno Vottero          |
| 144 | 20/09/1997 | Caltanissetta           | Pasquale Perna        | KOT 10       | Vittorio E. Barbante   |
| 145 | 05/12/1997 | Alghero                 | Pasquale Perna        | KOT 7        | Francesco Pernice      |
| 146 | 23/07/1998 | Rispescia               | Michele Orlando       | KO 2         | Vittorio E. Barbante   |
| 147 | 19/12/1998 | Rieti                   | Pasquale Perna        | KOT 1        | Michele Orlando        |
| 148 | 04/03/1999 | Grosseto                | Pasquale Perna        | KOT (IM) 5   | Michele Orlando        |
| 149 | 13/05/1999 | Padova                  | Carlo Brancalion      | KOT (IM) 8   | Pasquale Perna         |
| 150 | 08/07/1999 | Rovigo                  | Michele Orlando       | KO 8         | Carlo Brancalion       |
| 151 | 22/10/1999 | Brembate                | Michele Orlando       | KOT 6        | Luca Messi             |
| 152 | 24/03/2000 | Battipaglia             | Pasquale Perna        | PT 10        | Michele Orlando        |
| 153 | 23/06/2000 | Bergamo                 | Pasquale Perna        | KOT (IM) 2   | Luca Messi             |
| 154 | 07/10/2000 | Olbia                   | Michele Orlando       | PT 10        | Pasquale Perna         |
| 155 | 16/12/2000 | Guidonia                | Michele Orlando       | PT (DT) 8    | Francesco Cioffi       |
| 156 | 31/08/2001 | Uta                     | Michele Orlando       | PT 10        | Vincenzo Finzi         |
| 157 | 08/03/2002 | Bergamo                 | Luca Messi            | PT 10        | Antonio Lauri          |
| 158 | 23/08/2002 | Iseo                    | Antonio Lauri         | KO 4         | Vincenzo Finzi         |
| 159 | 23/10/2004 | Roma                    | Sven Paris            | PT 10        | Vincenzo Finzi         |
| 160 | 29/04/2005 | Sassari                 | Cristian De Martinis  | KOT 6        | Raffaele Lai           |
| 161 | 22/10/2005 | Cardito                 | Cristian De Martinis  | KOT 8        | Vincenzo Finzi         |
| 162 | 15/06/2007 | Milano                  | Luciano Abis          | PARI (DT) 3  | Leonard Bundu          |
| 163 | 05/03/2008 | Firenze                 | Leonard Bundu         | KOT (AB) 1   | Giammario Grassellini  |
| 164 | 14/08/2009 | Castel Volturno         | Giuseppe Langella     | PT 10        | Italo Brussolo         |
| 165 | 23/04/2010 | Malnate                 | Antonio Lauri         | PT 10 UD     | Giuseppe Langella,     |
| 166 | 22/10/2010 | Padova                  | Antonio Lauri         | PT 10 UD     | Rocco Di Palmo         |
| 167 | 15/09/2011 | Castel Volturno         | Giuseppe Langella     | PT 10 UD     | Rocco Di Palmo         |
| 168 | 02/12/2011 | San Martino Siccomario  | Gianluca Frezza       | SQ 10        | Giuseppe Langella      |
| 169 | 09/09/2012 | Manzano                 | Gianluca Frezza       | PT 10 UD     | Italo Brussolo         |
| 170 | 07/12/2012 | Livorno                 | Gianluca Frezza       | PT 10 UD     | Antonio Moscatiello    |
| 171 | 28/06/2013 | Osino                   | Gianluca Frezza       | PT 10 SD     | Luciano Abis           |
| 172 | 20/06/2014 | Piacenza                | Antonio Moscatiello   | KO 3         | Paolo Lazzari          |
| 173 | 05/12/2014 | Milano                  | Antonio Moscatiello   | KO 10        | Riccardo Pintaudi      |
| 174 | 04/07/2015 | Milano                  | Alessandro Caccia     | KOT 1        | Giacomo Mazzoni        |
| 175 | 31/10/2015 | Ferrara                 | Alessandro Caccia     | PARI 1       | Michele Esposito       |
| 176 | 27/05/2016 | Piacenza                | Michele Esposito      | KOT 9 (0:18) | Giacomo Mazzoni        |
| 177 | 03/03/2017 | Crotone                 | Tobia Giuseppe Loriga | PT 5         | Michele Esposito       |
| 178 | 23/07/2017 | Milano                  | Dario Morello         | PT 10        | Tobia Giuseppe Loriga  |